# Библиотекa Филозофског факултета Универзитета у Источном Сарајеву
Библиотека Филозофског факултета на Палама је највећа високошколска библиотека у Републици Српској. Основана је 1994. године.

## Историјат
Библиотека Филозофског факултета почела је са радом 1994. године, прво у просторијама Електротехничког факултета, а потом и на 65 м 2 у згради Фамоса, где је Факултет био смештен све до преселења у нову зграду 2005. године.

## Организација и рад
Данас је Библиотека Филозофског факултета највећа вискокошколска библиотека у РС са задатком да служи као потпора наставно-научном процесу који се на Филозофском факултету одвија на 16 студијских програма. За приближно 2000 активних корисника библиотека организује свој рад у шестодневној радној седмици, односно за све кориснике библиотека организује 45 сати рада са корисницима у фондовима, док Читаоница корисницима стоји на располагању 70 сати у току радне седмице. У библиотеци су стално запослена 3 дипломирана библиотекара и 1 магистар библиотечких наука. Библиотека Филозофског факултета поседује преко 40000 јединица књижног фонда, два легата и скромну збирку периодичних публикација. Поред просторија за смештај фонда у слободном приступу, Библиотека располаже и са две читаонице: оптом читаоницом и читаоницом за научне раднике.
Од 2016. године фондови се обрађују у COBISS систему за обраду библиотечке грађе, а записи се похрањују у заједничку базу података COBIB.RS. За потребе обраде библиотечке грађе у нашој библиотеци су обучена и лиценцирана два библиотекара, који свакодневно обављају посао обраде грађе.